# بریجند
latitudeبریجندlongitudeبریجند
بریجند (به انگلیسی: Bridgend) یک شهرک در ولز است که در شهرستان بریجند واقع شده‌است.

## نگارخانه

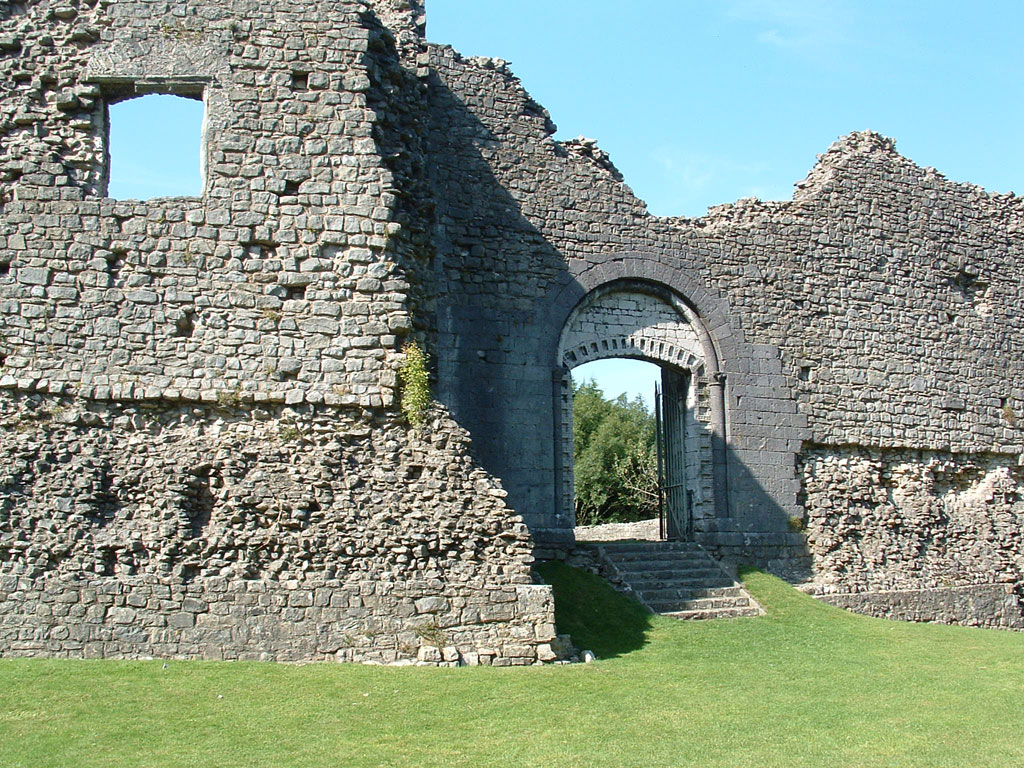
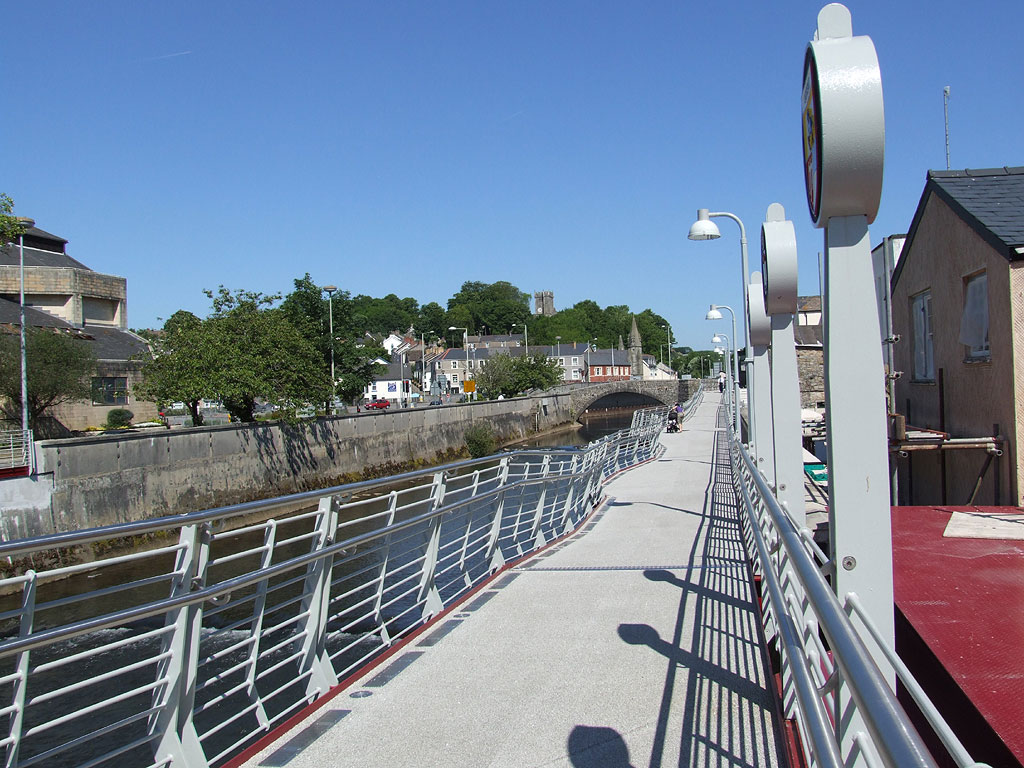
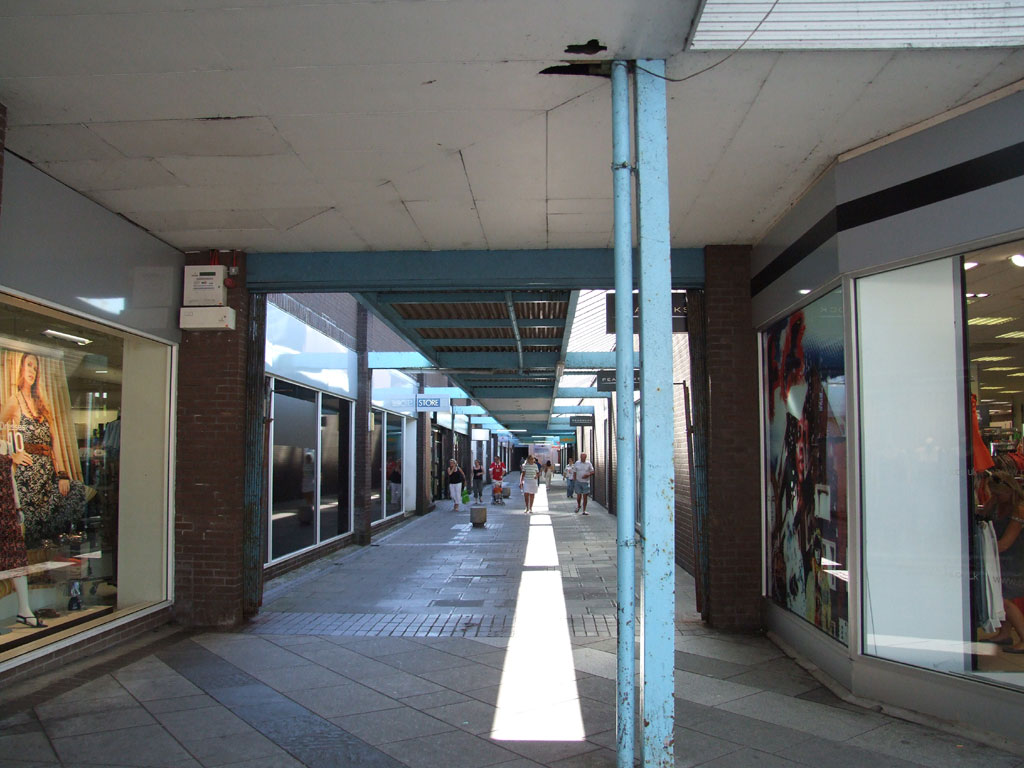
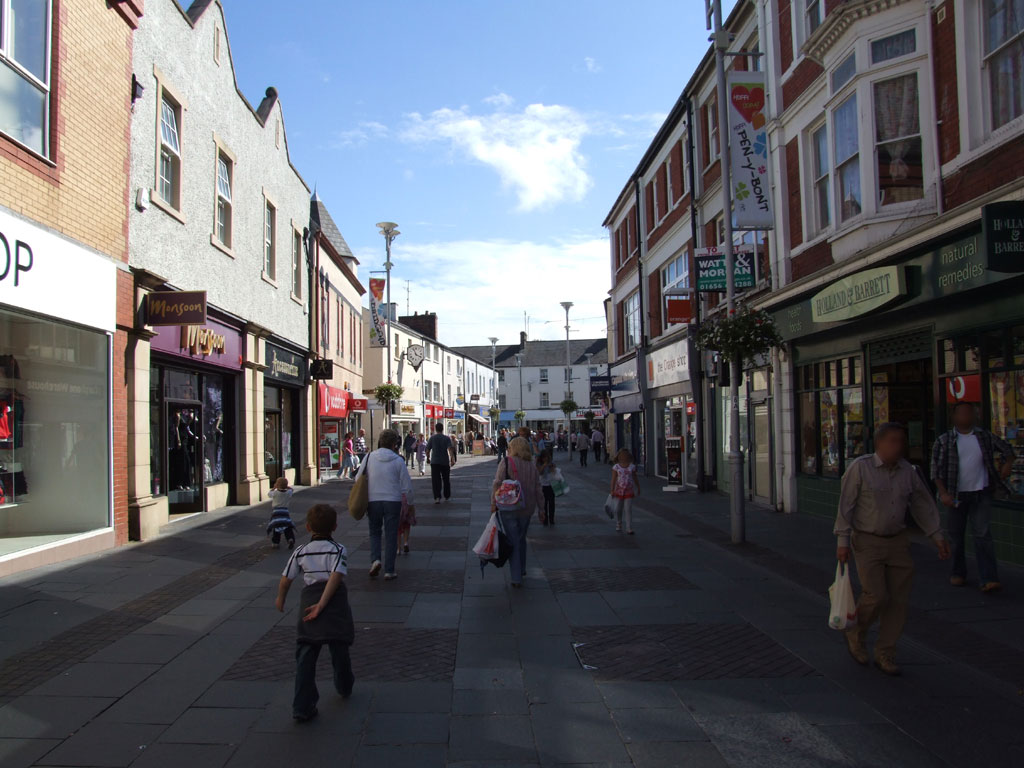
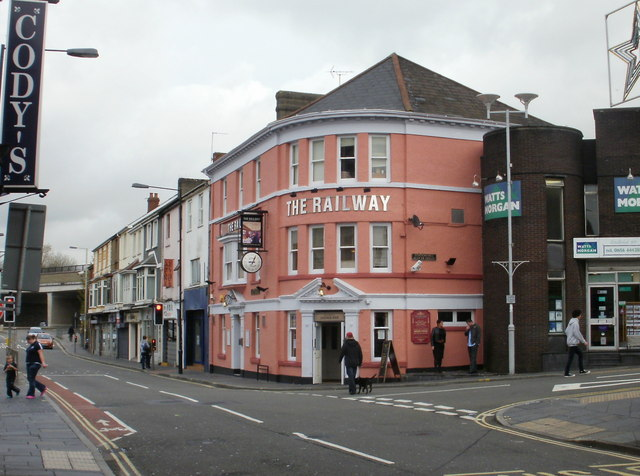
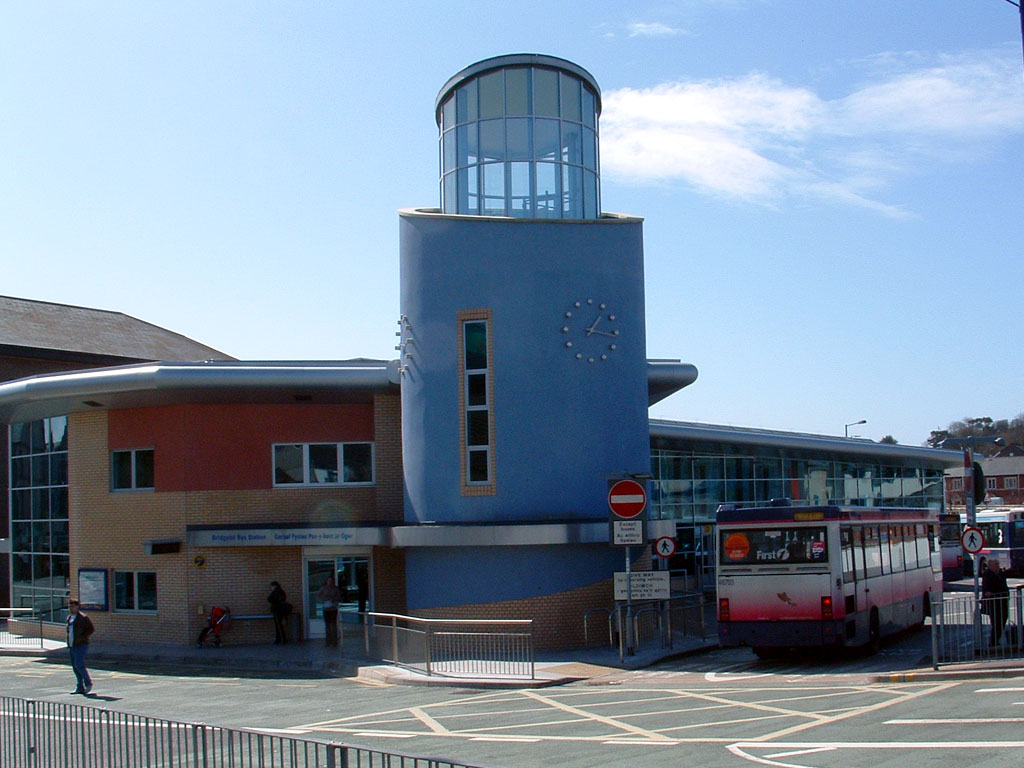

## خصوصیات
بریجند ۴۹٬۴۰۴ نفر جمعیت دارد.